# Monumento a France Prešeren
Il monumento a France Prešeren (in sloveno: rešernov spomenik) è un monumento storico realizzato in bronzo del poeta nazionale sloveno France Prešeren, situato in Piazza Prešeren a Lubiana, capitale della Slovenia. È uno tra i monumenti storici sloveni più famosi.

## Statua
La statua si erge su un piedistallo e rappresenta una scultura del poeta. Sopra di lui si trova una musa con in mano un ramo di alloro. Il poeta è vestito negli abiti tipici del XVII secolo ed in mano tiene un libro che simboleggia le sue poesie. La statua del poeta è alta 3.5 metri a fronte dell'intero monumento che è alto 9.6 metri.
Il piedistallo ha 3 gradini, sopra si trova un blocco di pietra con la scritta Prešeren. La base della musa è realizzata con granito tirolese, da Alojzij Vodnik da un progetto di Max Fabiani
Sul piedistallo si trovano inoltre dei rilievi in bronzo raffiguranti alcune delle poesie romantiche del poeta.

## Storia
L'idea delle realizzazione della statua in onore del poeta è stata inizialmente proposto da un gruppo di studenti nel 1889. Nel 1891 fu sostenuta da un gruppo di 52 studiosi ed infine dal sindaco di Lubiana Ivan Hribar. Fu così aperta una gara pubblica. Hribar annunciò un concorso nel 1899. Sette scultori presentarono le loro proposte in tempo. La gara venne vinta da Ivan Zajec il 18 ottobre 1900. Il costo dell'intera opera fu di 71.000 corone.
Il monumento fu inaugurato solennemente il 10 settembre 1905. All'evento vi parteciparono oltre 20.000 persone. Il discorso inaugurale fu letto da Ivan Tavčar.